# لانتون
لانتون (بالفرنسية: Lanton)‏ هي بلدية فرنسية في إقليم جيروند فيمنطقة أكيتين في فرنسا.